# Miranda Fricker
Miranda Fricker, född 12 mars 1966, är en engelsk filosof. Hon är professor i filosofi vid City University of New York. Fricker har myntat termen ”epistemisk orättvisa”, vilket innebär att kunskapsmässig orättvisa drabbar grupper som även annars bemöts med missgynnande, exempelvis kvinnor och etniska minoriteter. På svenska utgavs 2018 boken Epistemisk orättvisa: kunskap, makt och etik (ISBN 9789172351035).